# Годонін (округ)
Годонін (чеськ. Okres Hodonín) — адміністративно-територіальна одиниця в Південноморавському краї Чеської Республіки. Адміністративний центр — місто Годонін. Площа округу — 1 099 км², населення становить 154 873 особи.
До округу входить 82 муніципалітети, з котрих 2 — міста, зокрема, Кийов.

## Географія
Розташовані Хвойницькі пагорби.